# Periestola strandi
Periestola strandi là một loài bọ cánh cứng trong họ Cerambycidae.